# Som vi så os selv
|  | Denne artikel er oprettet af botten PalnaBot ud fra en ekstern database. Den kan derfor have sproglige fejl eller mangler. Denne skabelon kan fjernes efter kontrol af indholdet. |

Som vi så os selv - familiebilleder fra 50'erne er en dokumentarfilm instrueret af Iben Niegaard efter manuskript af Iben Niegaard.

## Handling
Gamle, grovkornede smalfilm har for mange mennesker en særlig fascinationskraft. Levende snapshots af levet liv. Med udgangspunkt i to familiers private filmoptagelser skildrer instruktøren en periode i Danmarks historie fra starten af halvtredserne til midten af tresserne. En periode, hvor Danmark ændrede sig fra at være landbrugsland til industrisamfund - fra zinkbalje til brusebad, fra stille stunder med avisen til den mere støjende flimmerkasse, fra den lille købmand til supermarkedet. Ud over de private smalfilm indgår reklamefilmklassikere og -kuriositeter og aktuelle interviews med de to familier.